# El Cogulló (Planoles)
El Cogulló és una muntanya de 1.794 metres que es troba entre els municipis de Planoles i de Toses, a la comarca catalana del Ripollès.